# 短身拳海龍
短身拳海龍（学名：Pugnaso curtirostris），為輻鰭魚綱棘背魚目海龍魚科的其中一種，分布於南澳大利亞海域，棲息深度可達11公尺，體長可達18.2公分，棲息在珊瑚礁區。